# راس العقبة (السدة)

تعديل مصدري - تعديل

راس العقبة محلة تابعة لقرية المكعسين، التابعة لعزلة جبل حجاج بمديرية السدة إحدى مديريات محافظة إب في الجمهورية اليمنية.، بلغ تعداد سكانها 62 حسب تعداد اليمن لعام 2004.